# Cathédrale de Ciudad Real
La cathédrale Notre-Dame du Prado (en espagnol : Basílica Catedral de Nuestra Señora Santa María del Prado) est le principal lieu de culte catholique de la ville de Ciudad Real, dans la province espagnole de Castille-La Manche. Elle a obtenu le rang de cathédrale en 1980 lorsqu'elle est devenue le siège du diocèse de Ciudad Real ; et elle porte également le titre de prieuré des ordres militaires de Calatrava, Montesa, Alcántara et Santiago depuis 1875, en vertu d'une bulle du pape Pie IX.

## Résumé historique
La Vierge du Prado (es) est une dévotion mariale vénérée à Ciudad Real, dont elle est la patronne. Il s'agit d'une représention baroque de l'école valencienne sculptée en bois polychrome par José María Rausell et Francisco Llorens.
Construite à partir du XVe siècle, la cathédrale est de style gothique tardif avec beaucoup d'éléments de style Renaissance en plus du portail de style roman tardif. Elle fut terminée par Antonio de Écija.
Elle possède le titre de basilique mineure depuis 1967.

## Description

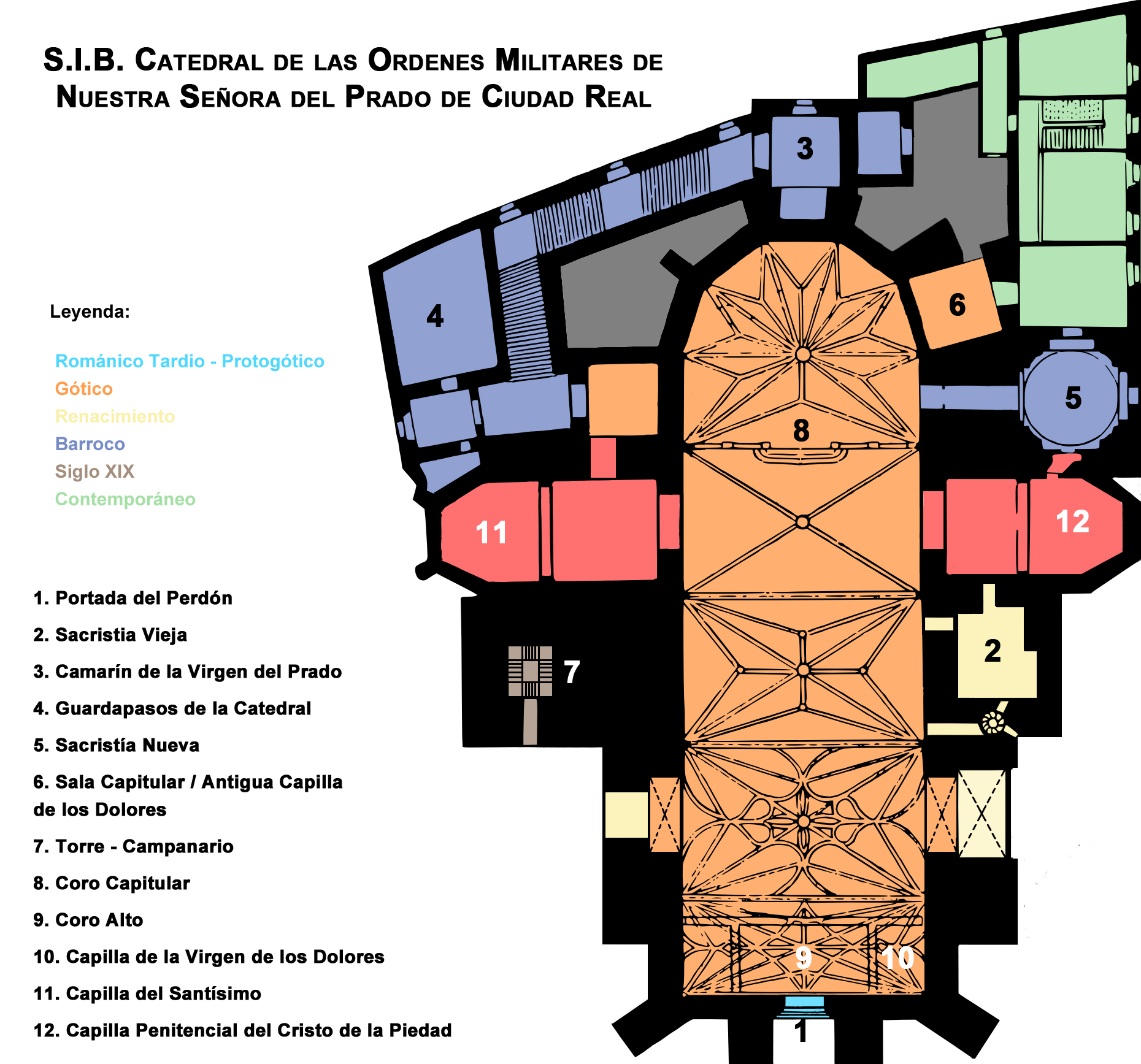
Le plan de la cathédrale.

La partie la plus ancienne de la cathédrale est la porte du Pardon (puerta del Perdón) datant de la fin du XIIIe ou du début du XIVe siècle, qui a peut-être été remontée plus tard. Il s'agit probablement de la porte de la chapelle primitive qui se trouvait à l'emplacement de l'église cathédrale actuelle. La cathédrale a été construite par étapes, en combinant les styles gothique et Renaissance. L'abside date du début du XVe siècle, la partie orientale de la nef est de 1514 et le reste a été achevé vers 1580. 
La cathédrale se compose principalement d'une immense nef de 34 m de haut, 53 m de long et 18 m de large, la deuxième plus grande d'Espagne après celle de la cathédrale de Gérone. La chapelle de la Vierge et la sacristie sont de style baroque du XVIIe siècle. Pendant la guerre civile espagnole, la cathédrale a été utilisée comme garage militaire. De ce fait, de nombreux trésors ont été volés ou détruits.
Le style architectural du portail du Pardon, supposé appartenir au règne d'Alphonse X, est gothique avec des éléments romans, tandis que le style Renaissance est visible dans le portail sud. La tour, reconstruite en 1825, est en maçonnerie de pierre et comporte quatre niveaux.
Le magnifique retable baroque est l'œuvre de Giraldo de Merlo et de son gendre, le peintre Juan Hasten. L'œuvre a été poursuivie par les frères Cristóbal et Pedro Ruiz Delvira qui ont chargé Juan de Villaseca de mettre en œuvre un projet créé par Andrés de la Concha, achevé en 1616. Le retable est dédié à la Vierge du Prado, la patronne de Ciudad Real. Les bancs en noyer sculpté datent de la première moitié du XVIIIe siècle. La sacristie abrite de nombreux tableaux. On y trouve également une commode de style baroque.

## Galerie

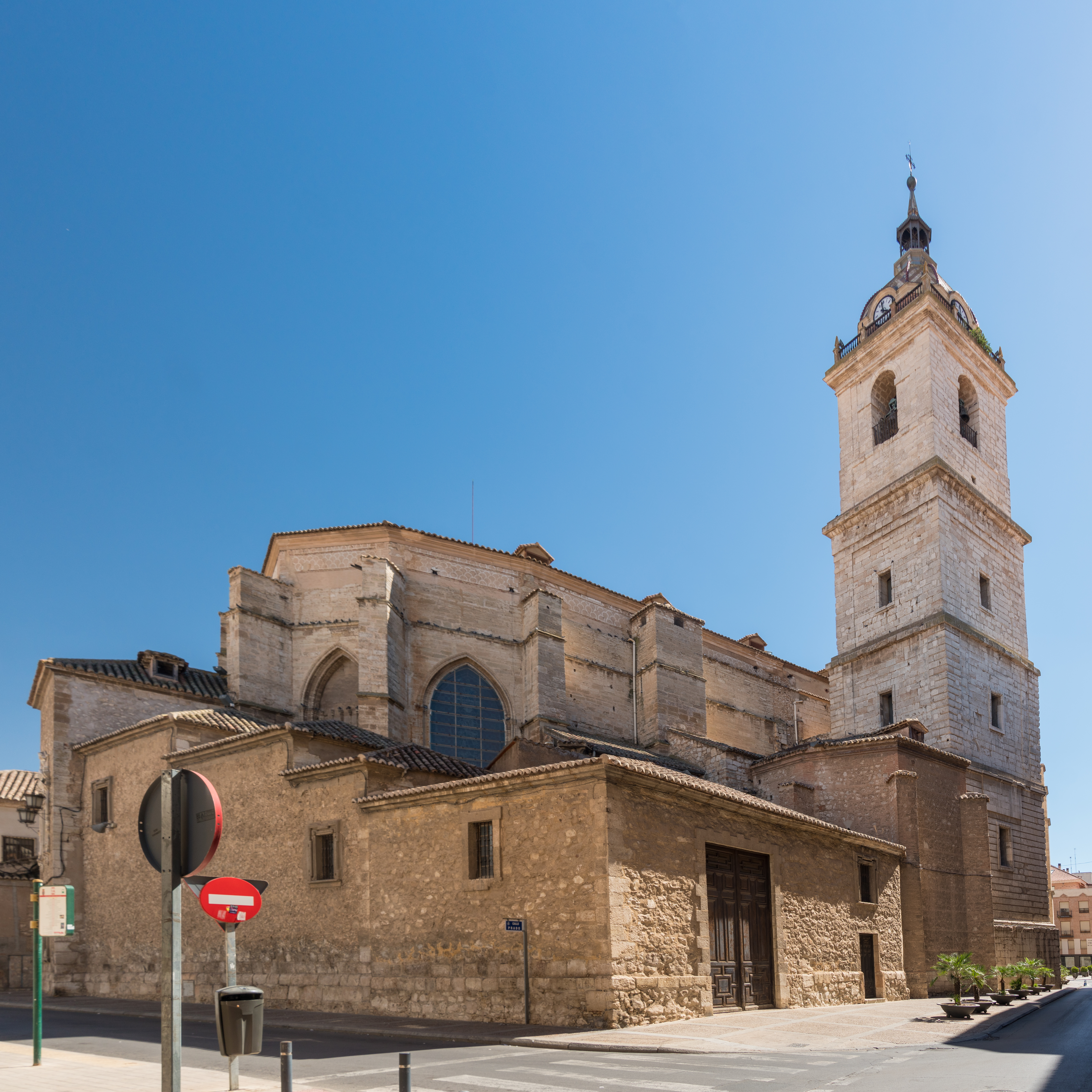
L'abside de la cathédrale.
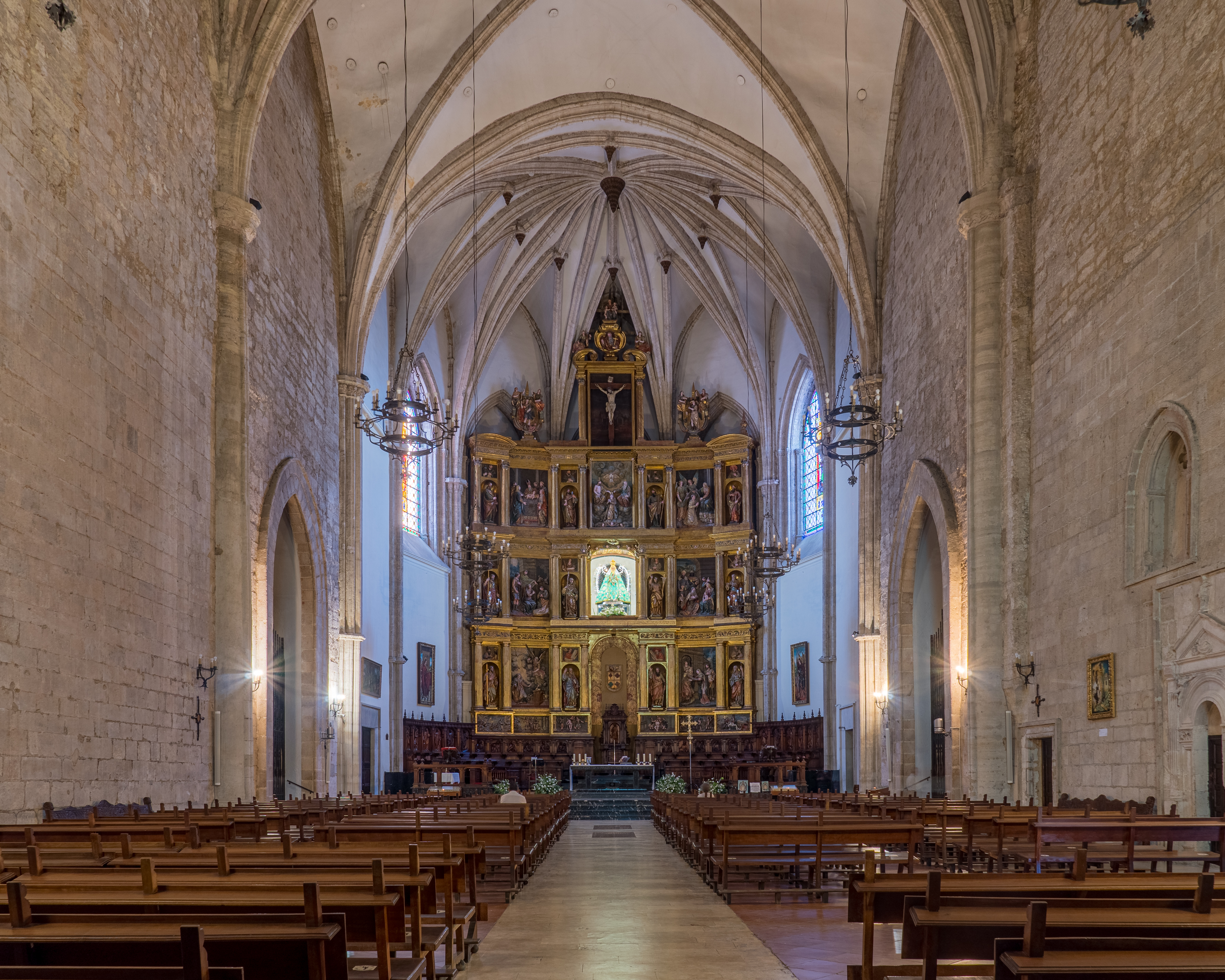
La nef et le retable.
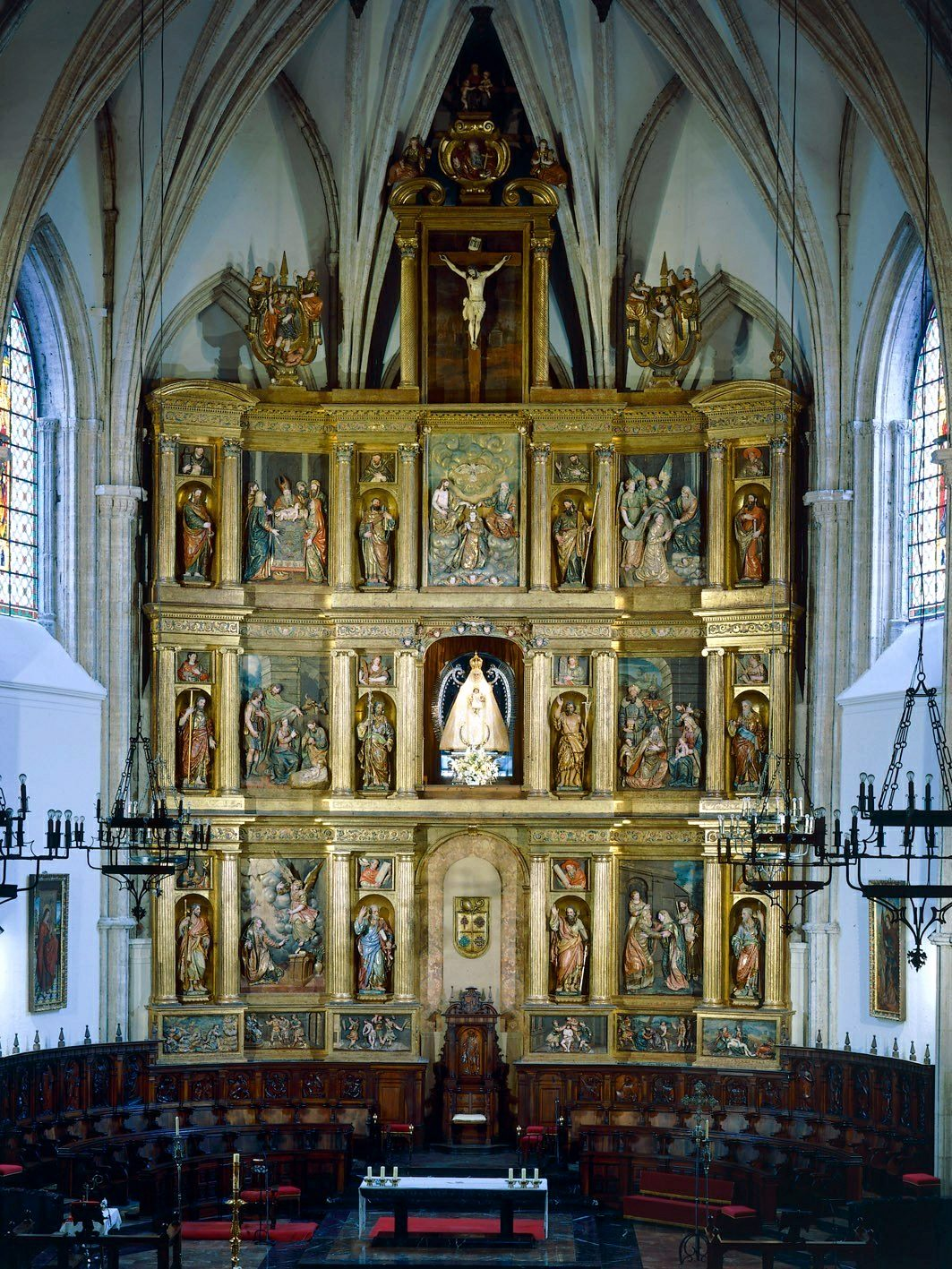
Le retable consacré à la Vierge du Prado
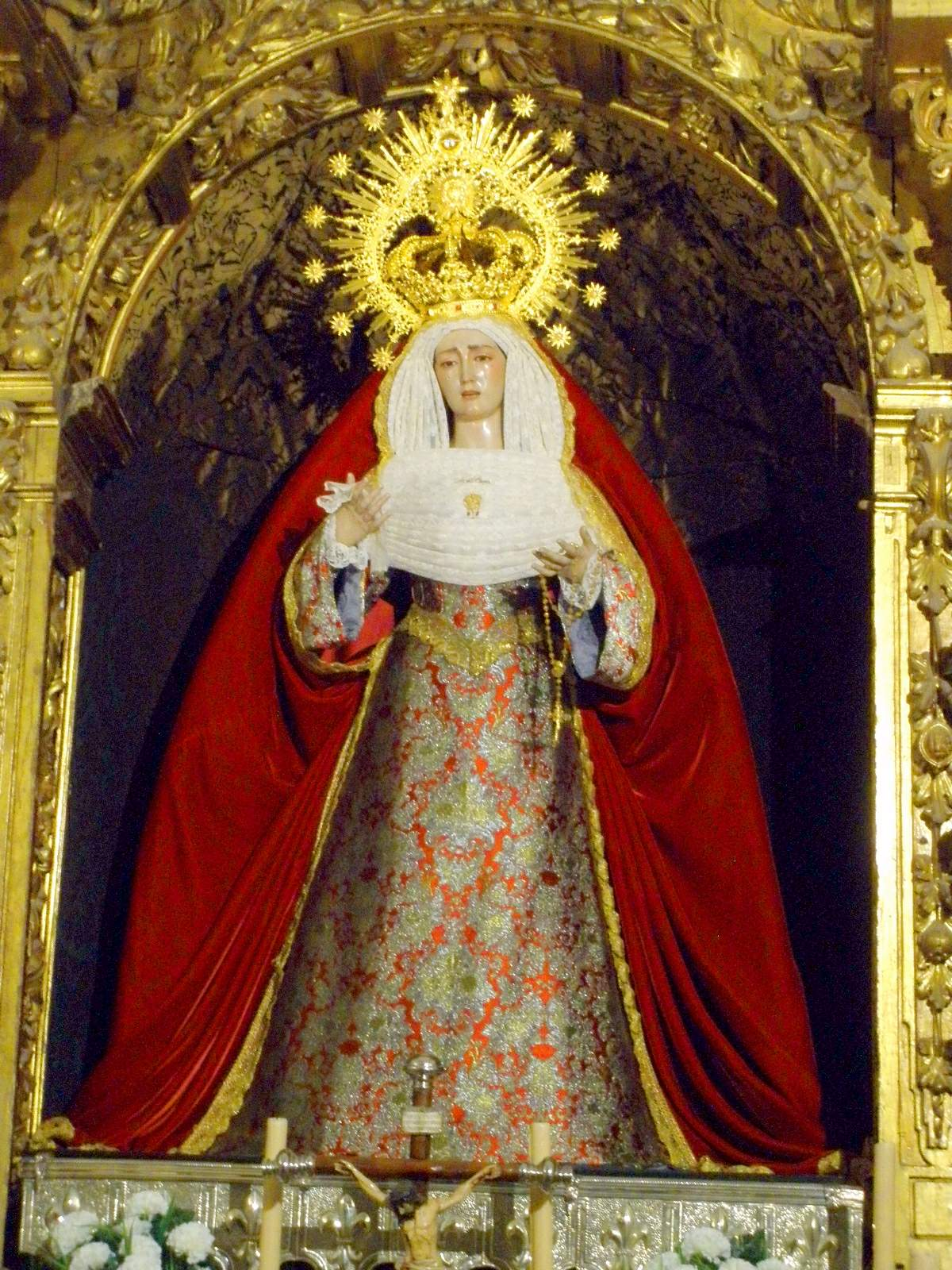
La Vierge du Prado.

## Protection
La cathédrale fait l’objet d’un classement en Espagne au titre de bien d'intérêt culturel depuis le 3 juin 1931.

## Sources
- (es) Cet article est partiellement ou en totalité issu de l’article de Wikipédia en espagnol intitulé « Catedral de Ciudad Real » (voir la liste des auteurs).

- (en) Cet article est partiellement ou en totalité issu de l’article de Wikipédia en anglais intitulé « Ciudad Real Cathedral » (voir la liste des auteurs).